# Едвард Додвелл
Едвард Додвелл (1767, Дублін — 13 травня 1832, Рим) — ірландський художник, мандрівник, автор праць з археології.

## Біографія

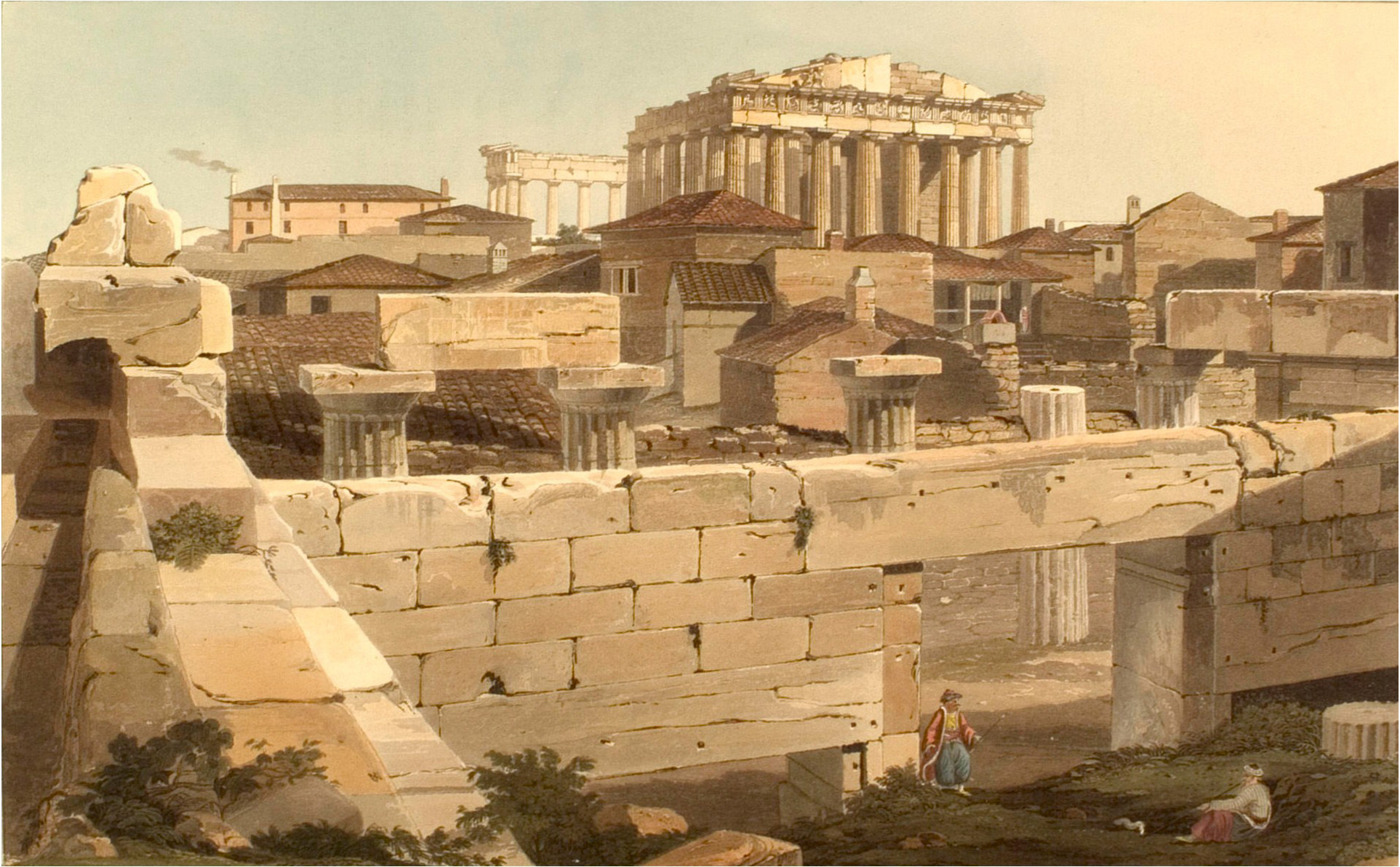
Вид на Парфенон крізь Пропілеї

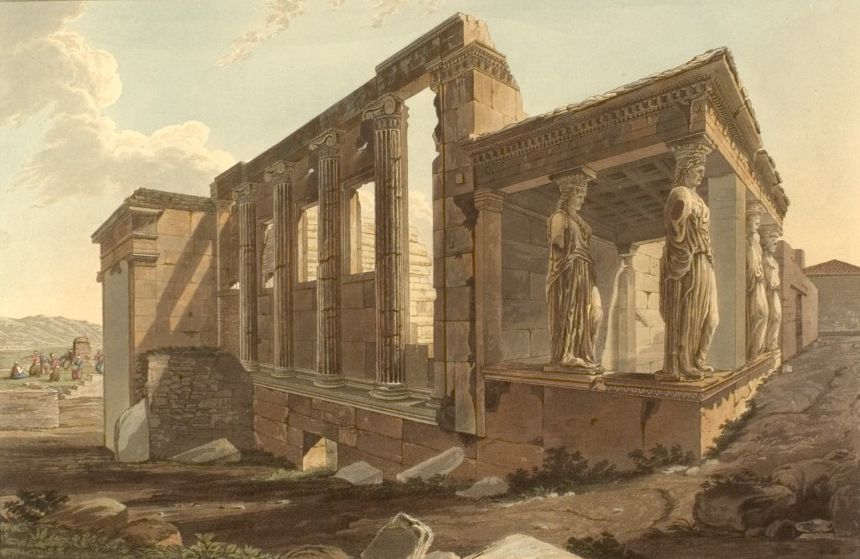
Ерехтейон, портик Каріатид

Едвард Додвелл народився в Дубліні в родині англійського богослова та філософа Генрі Додвелла. Освіту здобув в Триніті-коледжі, що в Кембриджі.
Більшу частину свого життя провів у подорожах Грецією та Італією. Додвелл подорожував Грецією в період з 1801 по 1806 роки, а залишок свого життя провів здебільшого в Неаполі і Римі. Подорожуючи, створював численні замальовки та картини античних старожитностей. Він був серед тих освічених європейців, що вже в 19 столітті засуджували лорда Егіна та його агентів принаймні за використання брутальних прийомів для зняття скульптур та фрагментів фризу з Парфенона. Едвард Додвелл залишив такі рядки:
| Я відчував невимовне приниження, ставши свідком того, як Парфенон позбавляли його найкращих скульптур. Я бачив, як знімають кілька метоп з південно-східної частини будівлі. Аби підняти метопи, довелось скинути на землю захищавший їх чудовий карниз. Така ж доля спіткала й південно-східний кут фронтону. Оригінальний текст (англ.) I had the inexpressible mortification of being present, when the Parthenon was despoiled of its finest sculptures. I saw several metopes at the south east extremity of the temple taken down. They were fixed in between the triglyphs as in a groove; and in order to lift them up, it was necessary to throw to the ground the magnificent cornice by which they were covered. The south east angle of the pediment shared the same fate. |
Він помер у Римі від наслідків хвороби, яку переніс в 1830 році під час поїздки на Сабіни. Вдова Едварда Додвелла дочка графа Жиро, молодша за чоловіка на 30 років, вже по його смерті стала відомою як «прекрасна» графиня Спаер і зіграла значну роль у політичному житті Риму.
Ім'я Едварда Додвелла носить знайдена в Коринфі, так звана, Додвеллська ваза. Нині зберігається в Мюнхені.

## Основні праці
Найціннішими серед робіт Едварда Додвелла вважаються:
- «Classical and topographical tour through Greece» (1819)
- «Thirty views in Greece» (1821)
- «Cyclopian or Pelasgic remains in Greece and Italie» (1834)